# Timur és csapata
A Timur és csapata Arkagyij Petrovics Gajdar szovjet (orosz) író 1940-ben írt ifjúsági kalandregénye (eredeti címe: Тимур и его команда). A kötet Magyarországon 1946-ban jelent meg először Szőllősy Klára fordításában a Dante Könyvkiadónál.
A szócikkben együtt mutatjuk be A hóvár parancsnoka (eredeti címe:Комендант снежной крепости) című írással, amely magyarul önálló kötetben nem jelent meg, csak a Timur és csapata történettel együtt.

## Történet

### Timur és csapata
|  | Alább a cselekmény részletei következnek! |

Háborús időkben, de még a német-szovjet összecsapás előtt játszódik a kisregény egy Moszkva melletti nyaralótelepen.
Alekszandrov ezredes lányai (a 18 éves Olga és a 13 éves Zsenya) vidékre költöznek a szovjet fővárosból. Hamarosan megismerkednek a kis település lakóival. Az egyetemre készülő Olga barátságba kerül Georgij Garajev gépészmérnökkel, aki a helyi színjátszó csoport tagja. A tűzről pattant Jevgenyija (Zsenya) pedig egy zsemleszínű kutyával (Ritával), majd Timurral kerül közelebbi kapcsolatba. A kedves, jószándékú, de határozott Timur a tréfás kedvű Georgij unokaöccse.
A községben hamarosan kétféle eseménysor borzolja a kedélyeket. Az egyikben károkozásokról, lopásokról értesülünk, a másikban önkéntes és névtelen segítségnyújtásról, pl.: víz- és fahordásról, elveszett állat felkutatásáról. Akit bevonultattak a Vörös Hadseregbe, annak a bejárati ajtajára vörös csillagot festenek, és azontúl valakik a segítségére sietnek, ha akarja, ha nem. Az özvegy pilótatisztné virágcsokrot, sírdogálós kislánya játéknyuszit, hintát kap az ismeretlenektől. Az elesett hozzátartozó csillaga köré gyászkeret kerül, és fokozott gondoskodás irányul rá.
A két – gyerekekből álló – csapat persze megtalálja egymást, a jó és a rossz küzdelméből egy romantikus regényben csakis a jó kerülhet ki győztesen. Egy szerelmi szál is kibontakozik, de a háború megakadályozza az igazi kiteljesedését.
|  | Itt a vége a cselekmény részletezésének! |

### A hóvár parancsnoka
|  | Alább a cselekmény részletei következnek! |

1940 szeptemberében Gajdar a „Timur…” folytatásaként belekezdett A hóvár parancsnoka című írásba. Ez a kisregény (vagy inkább elbeszélés) 1941 januárjában jelent meg a Pionyer hasábjain.
A történet helyszíne moszkvai lakótelep, itt a házak között építették fel Timur és társai hóerődjüket, melynek birtoklásáért a gyerekek heves küzdelmet folytatnak. Az ellenfél parancsnoka Szása, Makszimov tüzérszázados fia, éppen betegen fekszik, tüdőgyulladása, magas láza van.
Szása a nővérével, Zsenyával és a dadussal él, Makszimov százados (Sztyepan) három éve megözvegyült. A gyerekekkel a szomszéd diáklány, Nyina törődik. A dadus nem szíveli Nyinát, csitrinek tartja a nagy gyerekekhez. Idősebb társat szeretne Sztyepan mellé. Zsenya Makszimova is vetélkedik a „másik” Zsenyával (Alekszandrovával, akit az előző történetben ismertünk meg). A két lány iskolatárs, Timur mindkettővel jóban van, de barátaik az ellenségeskedő fiúcsapatokhoz tartoznak, ezért köztük is van feszültség.
A századosnak el kell utaznia, nyíltan nem mondja meg, de sejtik, hogy a frontra megy. Nyinától nem tud elbúcsúzni, de levélkét hagy neki Szásánál. Nyina táviratban válaszol. A távmondatot az ütegnél félrehallják, az aláírást (Zsenya, Nyina) úgy olvassák: feleséged (zsena), Nyina.
Egy félreértés folytán Kolja, Makszimov sofőrje azt hiszi, hogy parancsnoka, Makszimov elesett. Kórházba kerülve ebben a tudatban ír levelet a családnak.
Megkezdődik az ostrom, a védők titkos fegyvere, a reflektor leleplezi a rohamozó fiúkat. Szása betegen, sapka, kabát nélkül kirohan a csapatához, hogy vezesse a harcot. Timur tiszteletből és szánalomból maga adja át Szásának az erődöt. (Ő már tudja, amit az nem, hogy az apjáról nincs jó hír.)
Timur táviratot hamisít, hogy azt gondolják, Makszimov rendben van. Hamar lelepleződik a csalás, de végül minden jóra fordul, mert Kolja sebesülten, de megérkezik, és hozza Makszimov levelét, melyet az most már tudatosan úgy címzett, hogy „feleségemnek, Nyinának”. A százados él, meg sem sebesült.
A két Zsenya is kibékül. Végül mindenki zenével, tánccal köszönti az új évet, az ünnepi vidámság jelenetei közepette Gajdar felidézi a havas tájban, a harc szünetében katonamódra ünneplő Makszimov századost is.
|  | Itt a vége a cselekmény részletezésének! |

## Szereplők

### Timur és csapata
- Alekszandrov ezredes
- Olga, Alekszandrov 18 éves leánya
- Jevgenyija (Zsenya), Alekszandrov 13 éves leánya
- Timur (Tyimka) Garajev, pionírvezér („komisszár”)
- Georgij Garajev, gépészmérnök, Timur nagybátyja
- Szima Szimakov
- doktor Fjodor Grigorjevics Kolokolcsikov
- Kolja Kolokolcsikov
- Tatyjanka, Kolja húga
- Gejka
- Vaszilij Ladigin
- Nyurka, Pavel Gurjev lánya
- Tánya
- tejesasszony
- Mihail (Miska) Kvakin, bandavezér („atamán”)
- Figura, Pjotr Pjotakov, Kvakin cimborája
- Aljosa
- Rita, a zsemleszínű, hatalmas kutya
- Manyka, a gyakran elkószáló kecske

### A hóvár parancsnoka
- Timur Garajev, a hóvár parancsnoka
- Nyikolaj (Kolja) Kolokolcsikov, a csapat trombitása (a doktor unokája)
- Sztyepan Makszimov tüzér százados
- Nyikolaj (Kolja) Basmakov, a százados sofőrje
- Szása, Makszimov százados fia
- A dada (a százados, továbbá Szása és Zsenya dajkája), Anna Jegorovna
- Zsenya Makszimova, Szása nővére
- Katya, Zsenya barátnője
- Vovka Brikin, Szása csapatának tagja
- Jurka, Szása helyettese
- Nyina, a szomszédban lakó diáklány, a százados menyasszonya
- Kolokolcsikov doktor, az orvos
- Két beszélgető vöröskatona a kórházban, az egyik a baskír Abdul Murtazin
- Zsenya Alekszandrova, Alekszandrov ezredes lánya, a hatodik b-be jár
- Olga Alekszandrova, Zsenya nővére
- Vovka négyéves kishúga

## Filmváltozatok
A kisregényt a Szovjetunióban 1940-ben és 1976-ban is megfilmesítették.
Az 1940-es filmmel ellentétben az aktualitásokra gyorsan reagálni szándékozó folytatás (Timur esküje) nem aratott sikert. Ez a film a Szovjetunió elleni német támadás első heteiben játszódik, és Gajdar ténylegesen is akkor írta. De mire bemutatták (1942), az író már elesett.
A mű hazai utóéletéhez tartozik egy ironikus reflexió a posztszovjet korból (Тимур & его коммандо$).
A műnek született magyar feldolgozása is (Timur és csapata, tévéfilm, 1960).

## Magyar fordítások
- Timur és csapata; ford. Szőllősy Klára; Dante, Bp., 1946
- Timúr és hadnagyai; ford. Pártos Zoltán; Az Orosz Könyv, Bukarest, 1947
- Árkádij Gajdar: Tyimur és csapata; ford. Sándor László; Területi Könyv- és Újságkiadó, Uzshorod, 1949
- Timur és csapata / A hóvár parancsnoka; ford. Szöllősy Klára, versford. Darázs Endre;[6] Athenaeum, Bp., 1950. Ez a kiadás társította először a két kisregényt közös kötetbe. A további kiadások ugyanilyen összeállításúak és szerkesztésűek voltak, esetenként az illusztrátor személye változott. (Az utolsó a 19. kiadás volt, 1988-ban.)
- Timur és csapata. Regények és elbeszélések; ford. G. Lengyel Judit et al., utószó Schindler Frigyesné; Móra, Bp., 1962 (Az én könyvtáram. Az ifjúsági irodalom remekei)

## Emlékezete
A történetre a maga korában élénken reagált a társadalom. A könyv is, és különösen az 1940-es film nagyon népszerű lett. Szovjetunió szerte fiatalok önkéntes csoportjai jöttek létre a történetbeli gyerekeket utánozva, veteránok, rászorulók segítésére. A politika támogatta is ezt a mozgalmat, de gyanakvással is szemlélte, hiszen nem központilag eltervezett tevékenység volt, hanem spontán, ami kevésbé volt kívánatos.
A kötet Magyarországon is sokat olvasott ifjúsági regény volt. Még a rendszerváltás után is lehetett számítani arra, hogy az olvasók emlékezetében jelen van. Kondor Vilmos Budapest novemberben című művében említi két mellékszereplő a regényt. Ha Sztolárné kereste Losonczit, akkor a Bosnyák téren működő trafikban azt az üzenetet hagyta neki, hogy „Zsenya keresi Timurt”. Gordon persze nem ismeri Gajdar könyvét.

## Mikor játszódnak a történetek és ki az ellenség?
A Timur és csapata cselekménye a háttérben folyó harci tevékenységekre utalva, de az ellenség azonosítása nélkül bontakozik ki. A könyvben a japánok ellen kivívott Haszan-tavi győzelem évfordulóját ünneplik, a történet tehát 1939. nyarán játszódhat. (1940-ben vagy később nem, mert Gajdar 1939 végén már írja a könyvet.)
Az ellenség 1939 nyarán lehet Japán (Halhín-goli konfliktus, Mongólia, május 11.-szeptember 16.). Lehet Lengyelország. De csak akkor, ha az eseményeket kissé korábbra visszavetítjük. (A Molotov–Ribbentrop-paktum következményeként csak 1939 szeptemberében lépik át a lengyel határt a szovjetek, a Halhín-gol körüli feszültséget megszüntető fegyverszünet után azonnal.) Felmerülhet még Finnország, a harmadik 1939-es háború a szovjet-finn konfliktus volt. Nyári hadi eseményekkel összefüggésben azonban ez sem jön szóba, hiszen az összecsapások időszaka télre esett (ahogy ez a „téli háború” elnevezésből nyilvánvaló is). Azt láthatjuk tehát, hogy a Timur és csapatában a háborús ellenfelet mindvégig nem pontosítja az író. De a háborús hangulat és egy nagyobb háború fenyegető lehetősége rányomja a bélyegét a történésekre.
Annál egyértelműbb A hóvár parancsnoka esete. Megnevezik benne a finneket, mint ellenfelet. Nyina pedig múlt idejű eseményként sorolja fel a Mongólia és Lengyelország elleni harci cselekményeket, és a történetbeli jelenben egy újabb háborúba vonul be a százados. Mindez egyfelé mutat: ez csakis a téli háború lehet.

## Fordítás
- Ez a szócikk részben vagy egészben a Тимур и его команда című orosz Wikipédia-szócikk ezen változatának fordításán alapul.  Az eredeti cikk szerkesztőit annak laptörténete sorolja fel. Ez a jelzés csupán a megfogalmazás eredetét és a szerzői jogokat jelzi, nem szolgál a cikkben szereplő információk forrásmegjelöléseként.
- Ez a szócikk részben vagy egészben a Комендант снежной крепости című orosz Wikipédia-szócikk ezen változatának fordításán alapul.  Az eredeti cikk szerkesztőit annak laptörténete sorolja fel. Ez a jelzés csupán a megfogalmazás eredetét és a szerzői jogokat jelzi, nem szolgál a cikkben szereplő információk forrásmegjelöléseként.